# Renault Type 668
Il Renault Type 668 era un motore a scoppio prodotto dal 1951 al 1960 dalla Casa automobilistica francese Renault.

## Caratteristiche

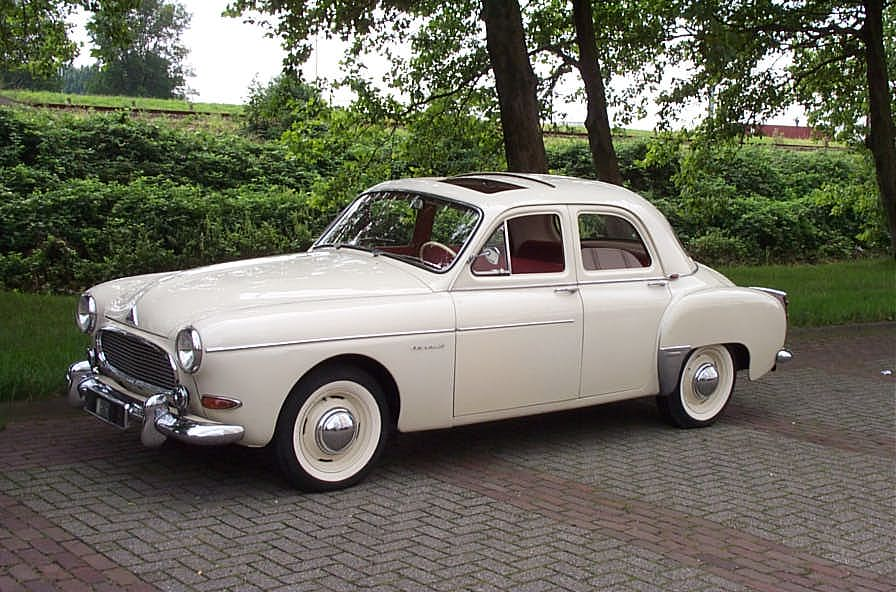
Una Renault Frégate, prima vettura che ha montato il motore Type 668

Il motore 668 è stato pensato per vetture di fascia alta, principalmente per equipaggiare la Renault Frégate, ossia l'ammiraglia Renault degli anni cinquanta, presentata nel 1950 e prodotta a partire dall'anno seguente.
Questo motore era un 4 cilindri in linea sottoquadro, con misure di alesaggio e corsa pari ad 85x88 mm, e quindi con cilindrata di 1997 cm³.
Questo motore ha conosciuto alcune evoluzioni, caratterizzate come segue.

### Type 668-0
Questa variante è stata la prima in ordine cronologico, e quindi quella che ha equipaggiato le prime Renault Frégate.
Era caratterizzato da un rapporto di compressione pari a 6:1, ed era alimentato da un carburatore Solex 32 PBIC. La potenza massima raggiungeva i 58 CV a 4000 giri/min.
Questa variante è stata montata su:
- Renault Frégate (1951-54);
- Renault Colorale (1955-57).

Una versione depotenziata di tale motore erogava 52 CV ed è stata montata sulle Renault Colorale prodotte dal 1953 al 1955.

### Type 668-6
Questa nuova variante si differenzia dalla precedente per il rapporto di compressione, aumentato a 7:1. In questo modo la potenza massima raggiungeva i 65 CV a 4000 giri/min. Il carburatore era lo stesso della versione precedente, ma a partire dal 1955 è stato montato un Solex 32 PBICT.